# 山东省地震局
山东省地震局，是中国地震局和山东省人民政府双重领导，以中国地震局为主的事业单位。根据山东省人民政府授权，依法履行防震减灾主管机构的各项职责，承担本行政区域内防震减灾工作政府行政管理职能。

## 沿革
1969年7月18日，渤海发生7.4级地震。8月18日，中央地震工作领导小组在潍坊建立了山东地震工作中心站。10月24日，山东省革命委员会生产指挥部设立了地震办公室，是山东省第一个地震工作主管部门。1970年12月15日，撤销省革委地震办公室和地震工作中心站，组建山东地震工作队。1974年11月16日以鲁革发160号文件通知，建立省地震局，作为省地震工作领导小组的办事机构。1975年3月31日，省委以鲁发16号文件通知，要求抓紧组建省革委地震局。同年5月5日，省委公布了地震局的领导班子，山东省革命委员会地震局正式建立。
文化大革命结束后，1979年12月，更名为山东省地震局。1984年机构体制改革后，山东省地震工作实行省政府和国家地震局双重领导、以国家地震局领导为主的管理体制。此后，省地震局分别于1994年、1996年、2000年、2002年进行了内设机构调整，至2009年共设机关处室9个，直属事业单位7个，直管地震台站5个。

## 职责
山东省地震局主要职责有：
1. 根据有关法律、法规、规章的规定，监督、检查山东省的防震减灾工作，负责拟定有关防震减灾的方针、政策，起草地方性法规、规章，制定规范性文件，并组织实施。
2. 组织编制山东省防震减灾规划和计划；推进防震减灾计划体制和相应经费渠道的建立和完善；管理、监督事业费、基本建设费和专项资金的使用。
3. 负责建立地震监测预报工作体系。按照全国地震监测台网（站）建设规划，负责统一规划全省地震台网（站）及信息系统的建设，实现资源共享；制定全省地震监测预报方案并组织实施；管理地震监测台网（站）；负责提出地震预报意见；强化省内国家级和省级地震重点监视防御区的震情跟踪；对市、县地震监测台网（站）和群测群防工作实行行业管理；会同有关部门依法保护地震监测设施和地震观测环境。
4. 会同有关部门建立震灾预防工作体系。负责监督管理本行政区域内建设工程抗震设防要求和地震安全性评价工作，按职责权限审定地震安全性评价结果，审批抗震设防要求，依法对地震安全性评价的资质进行管理；管理本行政区域内地震灾害预测；制定本行政区域破坏性地震应急预案并检查落实情况；组织开展防震减灾知识和法律法规的宣传教育工作，并按照有关规定审核防震减灾宣传报道。
5. 承担山东省人民政府防震减灾领导小组办公室日常工作和山东省人民政府抗震救灾指挥部办事机构的职能；负责震情和灾情速报，会同有关部门组织地震灾害调查与损失评估，并及时将地震灾害损失评估结果报告省人民政府；参与制定地震灾区重建规划[6]。
6. 会同有关部门建立地震紧急救援工作体系。开展地震应急、救援技术和装备的研究与开发；在有条件的地震重点监视防御区，会同有关部门组建和培训地震紧急救援队伍；协助省政府有关部门建立地震重点监视防御区的地震应急救援物资储备系统。
7. 组织开展水库地震、海洋地震的监测和研究工作，会同有关部门防范地震次生灾害。协同有关部门管理人工爆破有关事宜。承担国际禁止核试验的地震核查工作。
8. 承担全省的地震行政复议、地震行政诉讼工作；负责地震行业质量与技术监督管理工作；负责地震技术规范、标准的宣传、贯彻、实施和执行监督；管理地震计量工作。
9. 执行推进地震科学技术现代化；组织开展地震科学技术研究及其成果的推广应用；开展地震科学技术国际合作与交流；指导和管理与防震减灾事业有关的学会、协会工作。

## 科室
机关各处室、直属单位有：
- 办公室
- 人事教育处
- 发展与财务处
- 科学技术处、外事办公室
- 监测预报处
- 震害防御处、政策法规处、行政执法监察总队
- 应急救援处
- 纪检监察审计处
- 直属机关党委
- 离退休干部处
- 财务室
- 宣传教育中心
- 山东省地震预报研究中心
- 山东省地震台网中心
- 山东省地震监测中心
- 山东省工程地震研究中心
- 地震应急保障中心
- 地震应急搜救中心